# Bowlingklubben Viborg
Bowlingklubben Viborg (BK Viborg) er en bowlingklub fra Viborg, med hjemsted i Bowlinghallen Viborg.
I 1992 vandt klubben det første danske mesterskab, da man vandt mesterskaberne for hold. BK Viborg har siden 1992 i alt vundet det danske holdmesterskab 5 gange og vundet sølvmedaljer 10 gange.

## Resultater

### DM for hold
Danmarksmesterskaberne for hold:
- 1992, 1993, 1994, 2000, 2005.
- 1995, 1997, 1998, 2001, 2002, 2004, 2006, 2007, 2008, 2009.

### DM for damer
Danmarksmesterskaberne for damer:
- 1993 – Trine Simonsen
- 1994 – Trine Simonsen
- 2008 – Mai Ginge
- 2005 – Mai Ginge
- 2007 – Mai Ginge
- 2008 – Mai Ginge
- 2009 – Trine Daugbjerg Simonsen

### Pokalturneringen (5-mands)
Landspokalturneringen for 5-mandshold:
- 1993, 1995, 1996, 1997, 2000, 2001, 2002, 2006, 2007, 2008.
- 2004.